# أرسنال موسم 2013–14
كان موسم 2013–14 هو الموسم الثاني والعشرون لنادي أرسنال لكرة القدم في الدوري الإنجليزي الممتاز والموسم الثامن والثمانين على التوالي في دوري الدرجة الأولى لكرة القدم الإنجليزية.   شارك أرسنال في الدوري الإنجليزي الممتاز وكأس الاتحاد الإنجليزي وكأس الرابطة ودوري أبطال أوروبا، بعد أن احتل المركز الرابع في الموسم السابق للدوري الإنجليزي الممتاز. وعلى الرغم من الهزيمة 1–3 في اليوم الافتتاحي بالدوري على أرضه أمام أستون فيلا، وهو ما أدى إلى تفاقم الغضب الكامن بسبب تقاعس النادي في سوق الانتقالات، إلا أن حملة أرسنال في الدوري بدأت بقوة. كان أرسنال هو من حسم السباق على اللقب مبكرًا، حيث تصدر جدول الترتيب لجزء كبير من الموسم، وقضى وقتًا أطول في صدارة الدوري مقارنة بأي فريق آخر. ومع ذلك، فإن مزيجًا من الإصابات التي تعرض لها لاعبون أساسيون والهزائم الثقيلة خارج أرضهم أمام منافسين آخرين على اللقب، أدى إلى تبخر طموحات الجانرز في الفوز باللقب بحلول أواخر مارس. ومع ذلك، حقق أرسنال النجاح في كأس الاتحاد الإنجليزي بفوزه المثير 3–2 على هال سيتي في نهائي 2014، منهيا بذلك فترة جفاف في الألقاب دامت تسع سنوات.